# Accusativo assoluto
L'accusativo assoluto è una struttura sintattica della lingua greca antica.

## Caratteri generali
Si tratta di una costruzione formata dal participio, usato impersonalmente all'accusativo singolare neutro. È un costrutto spesso tipico di locuzioni verbali costituite dal verbo essere e da un aggettivo neutro, come:
- ἐξόν; παρόν (indicano possibilità)
- δέον; χρεόν (indicano necessità)
- πρέπον; προσῆκον (indicano convenienza)

Esprime subordinate temporali, causali, ipotetiche e  assai frequentemente detiene un valore concessivo.

## Esempi
- Ἐξόν γὰρ αὑτῇ κατέρχεσθαι, ἒμεινε.

"Pur essendole possibile tornare, rimase."
- παρέχον δὲ τῆς Ἀσίης πάσης ᾶρχειν εὐπετέως, ἂλλο τι αἱρήσεσθε; (Hdt. 5, 49)

"Pur avendo la possibilità di dominare l'intera Asia, mirerete a qualcos'altro?